# Äppelglasvinge
Äppelglasvinge (Synanthedon myopaeformis) är en fjärilsart som beskrevs av Moritz Balthasar Borkhausen, 1789. Äppelglasvinge ingår i släktet Synanthedon och familjen glasvingar, (Sessidae). Inga underarter finns listade i Catalogue of Life.

## Kännetecken
Den fullbildade fjärilen har en blåsvartaktig kropp och en vingbredd på upp till 27 millimeter. Bakkroppens fjärde segment är hos honan rödaktig och hos hanen gulaktig. Larven är vitaktig med en tunn rödaktig längsgående linje på ryggen och rödbrunaktigt huvud. 

## Utbredning
Äppelglasvingen förekommer i Europa, Nordafrika och delar av Mindre Asien. I Europa går artens nordgräns genom mellersta Sverige, omkring Västmanland. I Sverige är fjärilen sällsynt.

## Levnadssätt
Fjärilen har en tvåårig larvutveckling och förutom äpple så lever larverna även på exempelvis sötkörsbär och hagtorn.  När larven är färdigväxt förpuppar den sig under värdträdets bark i en kokong. De fullbildade fjärilarna flyger från slutet av maj till augusti, med given anpassning till de lokala förhållandena inom olika delar av utbredningsområdet. 